# サン・クリストバル・カービン

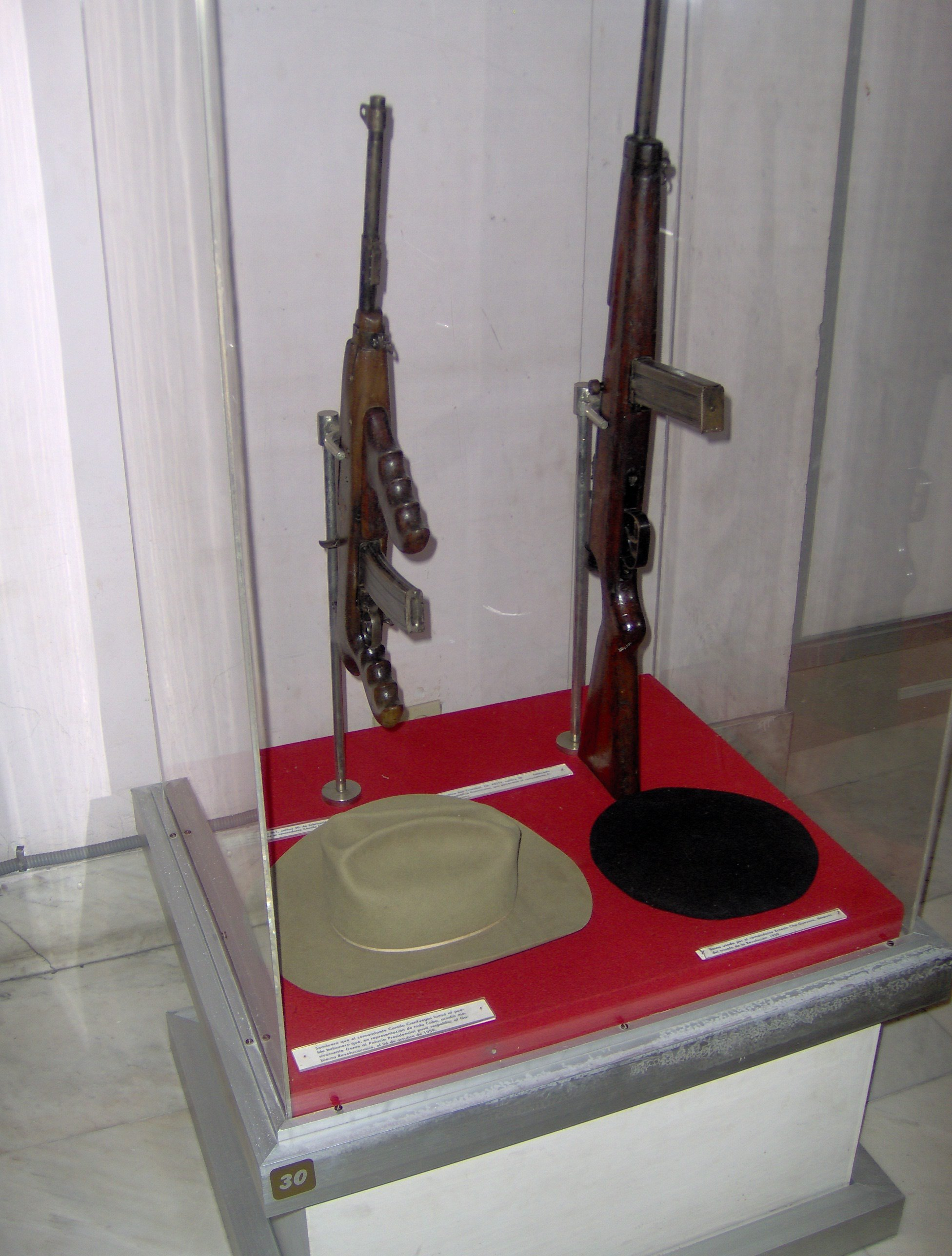
チェ・ゲバラが愛用したクリストバル・カービン(右)と、カミロ・シエンフェゴスが愛用した改造型M1カービン

サン・クリストバル・カービン（San Cristóbal Carbine）、または .30キラーイ＝クリストバル・カービン（.30 Kiraly-Cristóbal Carbine）は、ドミニカ共和国のアルメリア・サン・クリストバル兵器廠（Armería San Cristóbal Weapon Factory）が設計した自動小銃である。

## 概要
この銃はハンガリー軍が採用していた43M短機関銃から強い影響を受けており、小銃ではなく短機関銃に分類される場合もある。いずれもハンガリー人技師キラーイ・パールによる設計で、彼は1947年以来ドミニカ共和国に移住し、アメリア・サン・クリストバル兵器廠に雇用されていた。この名称は後の独裁者ラファエル・トルヒーヨ将軍の故郷、サン・クリストバルに因んでいる。ドミニカ共和国の軍・警察が採用したほか、キューバ革命前のキューバにもある程度輸出されている。
ドミニカ共和国では、第二次世界大戦中にアメリカ製M1カービンを採用し、1985年からは.30カービン弾の国産化も行った。しかし、当局ではこの銃の性能が不十分だと判断し、戦後間もなくしてサン・クリストバル兵器廠にて後継装備となるセレクティブファイア機能を搭載した自動小銃の開発が始まった。当初設計されていたストレートブローバック方式を採用したモデルでは強力な.30カービン弾を安定して射撃することができなかったが、1948年頃からキラーイが携わるようになったことで十分実用的な2型（Modelo 2, M2）と呼ばれるモデルが設計され、1952年初頭には量産が始まった。
サン・クリストバル・カービンは木製銃床と着脱式30発箱型弾倉を備え、筒状の機関部右側にコッキングハンドルがあった。動作にはレバー遅延式ブローバックを利用していた。当初は9x19mmパラベラム弾仕様で生産されていたが、典型的には.30カービン弾仕様のものが知られている。射撃はオープンボルトの状態から行われる。
セレクティブファイア機能を備え、2つの引き金を使い分けることでセミ/フルオート射撃をそれぞれ行った。また、引き金を1つだけ備えるセミオート射撃のみ可能なモデルも比較的少数生産されていた。
1962年型、すなわちM1962として知られる改良型もある。M1962の機械的な構造はM2と同様だが、銃身を覆う穴の空いた放熱筒や、やや延長された弾倉口など、外見上の差異がある。また、国産のM1962銃剣に対応した着剣装置が追加されている。着剣装置はキラーイが以前手掛けた設計から改めて採用されたもので、オーストリア製のマンリッヘル型銃剣をそのまま取り付けることもできる。金属製の折畳式銃床を備えたモデルもあった。
サン・クリストバル兵器廠は1950年から1966年にかけて200,000丁以上のサン・クリストバル・カービンを製造した。1961年5月31日にトルヒーヨ将軍が暗殺されると、新生ドミニカ政府は国内の軍需産業の段階的縮小を決定する。1990年までにほとんどのサン・クリストバル・カービンは一線を退いたものの、軍事学校での教練用機材としては以後も使われたと言われている。
チェ・ゲバラがキューバ革命中に愛用していた銃としても知られる。

## 運用国
- アルジェリア
- アンゴラ
- チリ
- キューバ
- ドミニカ共和国
- エクアドル
- ニカラグア
- ベトナム